# 环欧信息
环欧信息/本月刊（European Chinese News）是一份1999年9月 - 2011年12月曾经在欧洲发行的综合性中文杂志。网络媒体盛行，读者阅读习惯改变，《本月刊》发行量下滑，2011年12月停刊。
1999年9月在德国班贝格（Bamberg）创立，创刊时为《环欧信息》（月刊），后来因为很多读者都叫“那本月刊”，2001年2月干脆定名《本月刊》，英文名字 European Chinese News 没有改变。本月刊是欧洲第一份在“本土”诞生的营业性“上架”中文杂志，拥有独立刊号ISSN 1616-6647和欧洲商品编码4195108802505。
本月刊一共60页，50页文字，每期大约十万字，其他10页为广告版面。共出版了121期以及两期特刊，累积发行量218万册。本月刊版面包括：本期专题、热点追踪、中华扫描、欧陆扫描、天下华人、社会生活（刊登随笔、小说、散文、杂文等。）、保健养生、法律资讯、财经焦点、读者服务等。